# Eupithecia subflavolineata
Eupithecia subflavolineata là một loài bướm đêm trong họ Geometridae.